# Ram Singh II
Ram Singh II (Jaipur, 28 settembre 1833 – Jaipur, 17 settembre 1880) è stato un principe indiano.
Fu Maharaja di Jaipur dal 1835 al 1880.

## Biografia

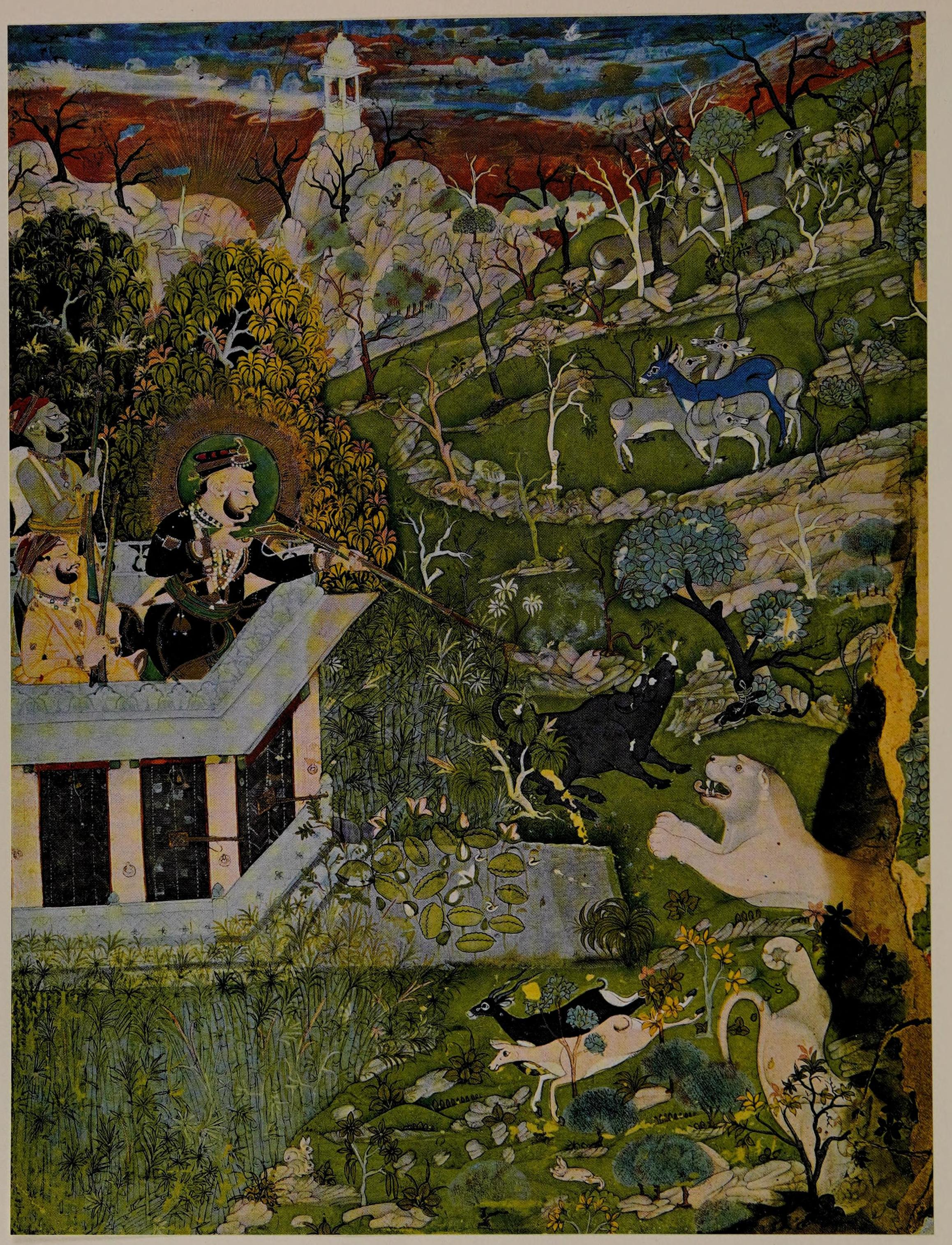
Raja Ram Singh II a caccia, scuola di Kotah, anni '30 dell'Ottocento

Ram Singh ascese al trono di Jaipur nel 1835 dopo la morte di suo padre Jai Singh III quando aveva appena 16 mesi. Inizialmente venne affiancato da un reggente che governò per suo conto sino al raggiungimento dei suoi 18 anni .
È considerato dalla storiografia indiana un principe riformista e influenzato dagli ideali occidentali, anche se secondo lo storico Robert Stern la sua propensione a favorire le riforme degli occidentali era un modo per accattivarsi il favore degli inglesi e conservare così in pace il proprio trono.
Tra il 1854 ed il 1855 il maharaja diminuì i poteri del dewan (primo ministro) e istituì dei nuovi ministeri: uno dedicato alla polizia, uno all'educazione, uno alla sanità pubblica e uno per i nuovi insediamenti e la gestione delle città esistenti. Nel 1856 istituì anche un proprio segretariato. Il regno venne diviso in cinque distretti, ciascuno con propri magistrati, giudici, collettori delle tasse e capi di polizia. Nel 1867 Ram Singh istituì un consiglio reale composto da otto membri prescelti da lui, ma solo due di questi ottennero un portafoglio dal quale poter attingere denaro per le opere.
Ram Singh riorganizzò anche la polizia nel proprio stato dividendola in polizia rurale e polizia generale. La prima aveva il compito di guardia notturna ed era composta prevalentemente da sepoys, mentre la polizia generale operava nelle grandi città ed era sotto il comando diretto del ministero titolare. In precedenza i criminali venivano imprigionati nel forte cittadino, mentre Ram Singh fece costruire la prigione centrale di Jaipur nel 1854.
Secondo Jadunath Sarkar il più grande contributo dato da Ram Singh al suo paese fu "il progresso economico con la costruzione di strade e ponti in metallo, con una serie di bungalow a distanze regolari". Questi bungalows erano necessari per le soste intermedie. Costruì una lunga strada di 204 chilometri che collegava Agra con Ajmer. La strada metteva inoltre in collegamento la parte orientale con la parte occidentale del suo regno, passando per la capitale, Jaipur. Fece inoltre costruire i 77 chilometri di strada per collegare Jaipur con Tonk, nonché la strada da Karauli a Mandawar, che divenne una delle principali strade commerciali della regione.
Ram Singh era desideroso di convertire la città di Jaipur in una "seconda Calcutta" (all'epoca Calcutta era la capitale dell'India Britannica). Vi costruì per questo scopo delle scuole moderne, dei collegi, dotò le strade di illuminazione a gas, realizzò le prime condotte per l'acqua potabile fin nelle case, fece costruire il Ram Niwas Garden ispirato agli Eden Gardens di Calcutta, il giardino zoologico di Jaipur come controparte del giardino zoologico di Alipore, e aprì il Mayo Hospital. Eresse inoltre la Maharaja School for Girls nel 1867, una delle prime per l'educazione delle giovani donne indiane.
Convertitosi allo shaivismo nel 1862, il maharaja umiliò in pubblico e confiscò le proprietà nel regno di Jaipur di tutti coloro che non si convertivano allo shaivismo

## Vita privata
Nel 1853, Ram Singh inizialmente scelse quale sua prima moglie la figlia del maharaja di Rewa, malgrado la tradizione volesse che egli sposasse una delle figlie del maharaja di Jodhpur quale prima moglie. Ma su pressione degli inglesi, decise di sposare come prima moglie una delle figlie del maharaja di Jodhpur,e sposò poi la principessa di Rewa come sua seconda moglie. Ram Singh sposò 10 volte in totale.
Ram Singh non ebbe eredi,e nominò Madho Singh II, figlio secondogenito del thakur di Isardha quale suo erede. Il 17 settembre 1880, Ram Singh morì.

## La passione per la fotografia

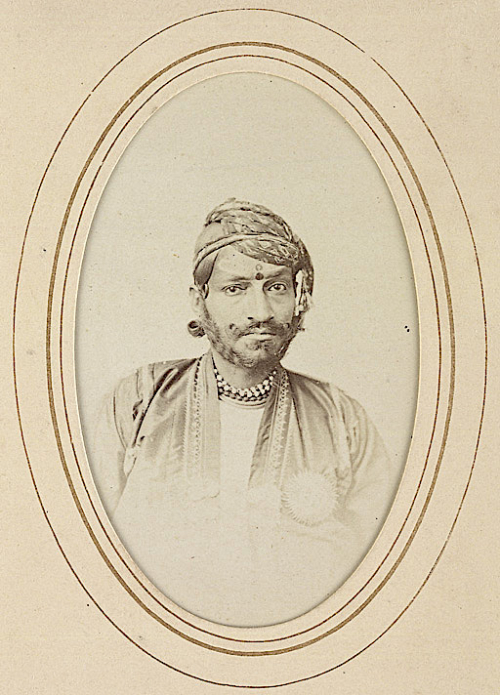
Ram Singh dallo studio Bourne & Shepherd, c. 1872

Ram Singh fu un grande appassionato di fotografia, e fotografò e sviluppò le immagini dei volti di diverse donne, funzionari e nobili della sua corte. Fu introdotto all'arte della fotografia nel 1864 quando il fotografo T. Murray visitò Jaipur, e dopo averne apprese le basi portò con sé la propria macchina fotografica in tutti i suoi viaggi. A tutti i visitatori occidentali che visitavano la sua corte, era solito fare delle foto ricordo.
Molte delle fotografie da lui scattate sono un documento unico dal momento che documentano la vita privata nel suo palazzo a metà Ottocento, mentre altre vennero realizzate sul modello delle foto realizzate negli studi europei dell'epoca. Le donne erano spesso da lui ritratte senza il tradizionale purdah, un'innovazione per l'epoca. in quel modo fornì dei modelli anche per le rappresentazioni occidentali, per le quali le donne indiane erano perlopiù idealizzate da secoli.
Laura Weinstein, curatrice d'arte, ha suggerito che le fotografie di Ram Singh II rappresentarono un passo importante anche per l'emancipazione delle donne indiane, nel contempo diffondendo anche nell'India britannica un ideale di "indiano tipo" diverso da quello stereotipato dal colonialismo (che vedeva nel nativo una persona antigienica, superstiziosa, sessualmente deviata e depressa).
Ram Singh si fece realizzare anche diversi autoritratti fotografici in diverse pose, dall'uomo pio indù al guerriero rajput sino al gentiluomo vestito all'europea, riaffermando non solo il proprio potere e le proprie capacità, ma anche il proprio attaccamento alla tradizione e la capacità di innovarsi e di stare al passo coi tempi.
La maggior parte dei suoi scatti, su vetro, sono oggi in mostra al Maharaja Sawai Man Singh II Museum di Jaipur. Fu inoltre membro della Bengal Photographic Society.